# Remington (Indiana)
Remington és una població dels Estats Units a l'estat d'Indiana. Segons el cens del 2000 tenia 1.323 habitants.

## Demografia
Segons el cens del 2000, Remington tenia 1.323 habitants, 532 habitatges, i 353 famílies. La densitat de població era de 495,9 habitants/km².
Dels 532 habitatges en un 33,5% hi vivien nens de menys de 18 anys, en un 53,9% hi vivien parelles casades, en un 8,6% dones solteres, i en un 33,6% no eren unitats familiars. En el 28,2% dels habitatges hi vivien persones soles el 14,8% de les quals corresponia a persones de 65 anys o més que vivien soles. El nombre mitjà de persones vivint en cada habitatge era de 2,49 i el nombre mitjà de persones que vivien en cada família era de 3,06.
Per edats la població es repartia de la següent manera: un 27,7% tenia menys de 18 anys, un 9,1% entre 18 i 24, un 27,9% entre 25 i 44, un 20,8% de 45 a 60 i un 14,5% 65 anys o més.
L'edat mediana era de 36 anys. Per cada 100 dones de 18 o més anys hi havia 85,5 homes.
La renda mediana per habitatge era de 37.037 $ i la renda mediana per família de 45.735 $. Els homes tenien una renda mediana de 34.135 $ mentre que les dones 20.833 $. La renda per capita de la població era de 17.184 $. Entorn del 4,4% de les famílies i el 7,5% de la població estaven per davall del llindar de pobresa.

## Poblacions més properes
El següent diagrama mostra les poblacions més properes.